# SMTP-After-POP
SMTP-after-POP oder POP-before-SMTP ist ein Verfahren zur Einschränkung des Sendens von E-Mails, bei dem das Simple Mail Transfer Protocol (SMTP) vom Post Office Protocol (POP) abhängig gemacht wird, welches zwar nur zum Herunterladen von E-Mails dient, aber eine Authentifizierung ermöglicht.
Authentifizierung zum Senden von E-Mails war ursprünglich nicht vorgesehen und lange umstritten, wurde aber letztlich wegen Spam akzeptiert und führte zu SMTP-Auth.
Beim älteren SMTP-after-POP nimmt ein Mailserver E-Mails nur dann entgegen, wenn von der sendenden IP-Adresse aus zuvor innerhalb eines bestimmten Zeitfensters ein Abruf von E-Mails mittels POP, Login und Logout erfolgte. Üblicherweise sind solche Einschränkungen auf dynamische IP-Adressen im Internet begrenzt. Da auch wegen Network Address Translation kein Rückschluss von einer IP-Adresse auf einen bestimmten Benutzer möglich ist, liefert dieses Verfahren nur einen Anhaltspunkt, dass ein bestimmter Benutzer tatsächlich aktiv ist.